# Padcoyo
Padcoyo es una localidad boliviana perteneciente al municipio de San Lucas de la Provincia Nor Cinti en el Departamento de Chuquisaca. En cuanto a distancia, Padcoyo se encuentra a 122 km de Potosí y a 240 km de Tarija. La localidad forma parte de la Ruta Nacional 1 de Bolivia.  
Según el último censo de 2012 realizado por el Instituto Nacional de Estadística de Bolivia (INE), la localidad cuenta con una población de 685 habitantes y está situada a 3.395 metros sobre el nivel del mar.

## Demografía
La población de la localidad ha aumentado en un 30% durante las dos últimas décadas:
| Año  | Población | Fuente |
| ---- | --------- | ------ |
| 1992 | 441       | Censo  |
| 2001 | 571       | Censo  |
| 2012 | 685       | Censo  |